# Maera schieckei
Maera schieckei is een vlokreeftensoort uit de familie van de Maeridae. De wetenschappelijke naam van de soort is voor het eerst geldig gepubliceerd in 1971 door Karaman & Ruffo.